# Plumbungan (Pagentan)
Plumbungan is een bestuurslaag in het regentschap Banjarnegara van de provincie Midden-Java, Indonesië. Plumbungan telt 1822 inwoners (volkstelling 2010).